# Стари Мајур (Пакрац)
Стари Мајур је насељено место у саставу града Пакраца, у западној Славонији, Република Хрватска.

## Становништво
На попису становништва 2011. године, Стари Мајур је имао 24 становника.
| Националност       | 1991.       |
| Хрвати             | 37 (90,24%) |
| Срби               | 1 (2,43%)   |
| Југословени        | 0           |
| остали и непознато | 3 (7,31%)   |
| Укупно             | 41          |